# Dario Edoardo Viganò
Pour les articles homonymes, voir Viganò (homonymie).
Dario Edoardo Viganò (né le 27 juin 1962 à Rio de Janeiro) est un prélat catholique et écrivain italien. Chapelain de Sa sainteté depuis 2004 il a été directeur de Centre de Télévision du Vatican, puis premier préfet du Secrétariat pour la communication par nomination du pape François du 27 juin 2015 au 21 mars 2018

## Biographie

### Jeunesse et études
Dario Edoardo Viganò est né le 27 juin 1962, à Rio de Janeiro au Brésil de parents italiens.

### Prêtrise
Il est ordonné à la prêtrise le 13 juin 1987 des mains de son archevêque le cardinal Carlo Maria Martini, pour  l'archidiocèse de Milan. Pendant son presbytérat, le cardinal lui demande d'explorer les liens entre le sacré et le 7e art, il effectue un doctorat sur le thème de « Une salle par clocher : Église et cinéma dans le diocèse ambroisien ». Le pape Jean-Paul II lui confère le titre de Chapelain de Sa Sainteté le 10 juillet 2004. En 2004 il est nommé président de la commission nationale d'évaluation des films de la Conférence épiscopale italienne, il est ainsi chargé de veiller aux films projetés dans les salles paroissiales. Remarqué il est devenu, parallèlement, membre  de la section long-métrage du sous-comité pour la reconnaissance culturelle d’intérêt du Ministère des Biens et Activités culturels et du Tourisme italien.

### Directeur de CTV
Le 22 janvier 2013, le pape Benoît XVI le nomme président du Centre de télévision du Vatican et secrétaire du conseil d'administration de ce même centre. Un mois après avec la renonciation du pape il réussit à faire prendre de grands plans du départ du pape démissionnaire en hélicoptère du Vatican. Au cours de sa présidence il n'hésitera pas à améliorer les images des célébrations pontificales, et aussi à s'entourer des conseils du réalisateur Wim Wenders.

### Préfet du Secrétariat pour la communication
En mars 2015, Lord Patten remet au conseil des cardinaux un rapport sur l'organisation actuelle des moyens de communications du Vatican ainsi que des propositions d'orientations, une commission de cinq membres est alors formée le 30 avril et est présidée par Viganò pour proposer une mise en œuvre de celles-ci. Une nouvelle commission est alors chargée de proposer une mise en œuvre concrète des orientations proposées. Selon le journaliste Sébastien Maillard, ce serait le cardinal Óscar Andrés Rodríguez Maradiaga membre du conseil des cardinaux, qui aurait conseillé au pape ce prélat pour le poste.
Le 27 juin 2015, le pape François promulgue le motu proprio L'attuale contesto comunicativo par lequel il crée le Secrétariat pour la communication, et nomme Viganò premier préfet de ce nouveau dicastère. Par cette nomination le pape lui confie la tâche de réorganiser les divers moyens de communication du Saint-Siège et de retrouver une gestion économique rationnelle, en effet celui-ci mènera peu de temps après une démarche de fusion entre Radio Vatican et le Centre de télévision du Vatican. Dans sa façon de procéder, il est vu comme un "super manager" par certains des médias du Vatican, qui regrettent d'être peu associés à la réforme. En février 2016, il écarte de Radio Vatican le père jésuite Federico Lombardi, lui demandant de se concentrer sur le Bureau de presse du Saint-Siège, et nomme le Dr Giacomo Ghisani comme président par intérim de Radio Vatican, qui se retrouve ainsi pour la première fois sans jésuite à sa tête.
Le 19 mars 2018, il présente par lettre sa démission au pape François après une polémique relative à la présentation tronquée, par le secrétariat pour la communication, d'une lettre de Benoît XVI,. Le pape accepte sa démission le 21 mars suivant, et nomme Lucio Adrián Ruiz pour lui succéder par intérim, avant de confier en juillet de la même année le poste au journaliste Paolo Ruffini, premier laïc à devenir préfet d’un dicastère de la Curie romaine.
Après sa démission, Viganò est d'abord nommé assesseur au sein du secrétariat pour la communication. Puis, le 31 août 2019, il est nommé vice-chancelier de l'Académie pontificale des sciences et de l'Académie pontificale des sciences sociales

## Distinctions et honneurs
- Commandeur de l'Ordre équestre du Saint-Sépulcre de Jérusalem (12 décembre 2009[17])
- Chapelain de Sa Sainteté (10 juillet 2004[5])